# تویم، ادلب
تویم (به عربی: التویم) یک روستا در سوریه است که در ناحیه ابوالظهور واقع شده‌است. تویم ۱۸۳ نفر جمعیت دارد.